# Vodnikov spomenik
Vodnikov spomenik je spomenik pesniku Valentinu Vodniku na Vodnikovem trgu v stari Ljubljani. Postavili so ga leta 1889 pred poslopjem nekdanjega ljubljanskega liceja. Danes je na tem mestu trg, zato je kip proti trgu obrnjen s hrbtom.
Bronasti celopostavni kip, delo kiparja Alojza Gangla, je visok 2,5 m in stoji na kamnitem bloku, ta pa na stopničastem podstavku, oboje je delo arhitekta Jana Duffeja. Obdaja ga nizka železna ograja. Na podstavku je izpisana zadnja kitica Vodnikove pesmi »Moj spomenik«:
Ne hčere ne sina

Po meni ne bo.

Dovolj je spomina,

Me pesmi pojó.
Pobudo za postavitev je dal pesnik in politik Lovro Toman ob 100. obletnici Vodnikovega rojstva, poziv za zbiranje prispevkov zanj pa je objavil Janez Bleiweis. Gre za prvi slovenski narodni spomenik, postavljen v obdobju prebujajoče se slovenske narodne zavesti. Njegovo odkritje 30. junija 1889 sta spremljala velika slovesnost in tridnevno slavje, na katero je prišlo tisoče Slovencev z vse Kranjske. Poslopje liceja za njim so leta 1902 podrli, saj je bilo po velikem ljubljanskem potresu preveč poškodovano. To je sprožilo nekaj javnega negodovanja; tržnica, ki je nastala na tem mestu, je namreč veljala za premalo ugledno ozadje takemu obeležju. Kasneje, ob proslavi 120. obletnice Ilirskih provinc leta 1929, je bil na sprednjo stran podstavka dodan bronast venec s svežnjem (fasces), črkama »R« in »F« (République Française), prisegajočo roko in napisom »Vodnik« nad njim, saj je bil Vodnik velik podpornik Ilirskih provinc.